# 易祗
易祗（えきし、生没年不詳）とは、江戸時代の絵師。

## 来歴
師系・経歴不明。白峯と号す。落款に「邦易祗」とあり、姓は邦氏かといわれる。『浮世絵師伝』は「邨氏」とするが「邦」が正しい。寛政のころ江戸で刊行された狂歌本の挿絵と摺物の絵を描いており、その画風は堤派に近いという。

## 作品
- 『伯楽集』　プルヴェラー・コレクション　※絵入狂歌本、寛政9年（1797年）正月の序文あり。窪俊満ほかとの合作
- 『美満寿組入』　※立川焉馬編、寛政9年刊行。鳥居清長ほかと挿絵を合作
- 『男踏歌』　※浅草庵市人序撰、寛政10年刊行。北尾重政ほかとの合作
- 『夷曲花鳥集』　※十種庵霜解編、寛政12年刊行。蹄斎北馬ほかとの合作
- 「月」　長判錦絵摺物　ベルリン東洋美術館所蔵　※寛政頃。浅草庵ほかの狂歌あり